# Château de Beauregard (Var)
Pour les articles homonymes, voir Château de Beauregard.
Le château de Beauregard est un château situé sur la commune de Mons dans le département français du Var.

## Historique
Le château de Beauregard, appelé aussi château de Villeneuve, qui fut construit en 1470 avec des pierres qui restaient de la cathédrale de Florence, était habité encore jusqu'il y a peu par les descendants de la famille de Villeneuve,. 
Jusqu’ici propriété familiale depuis près de 550 ans, le château de Beauregard est vendu par son propriétaire, M. Patrick de Clarens, à Pierre Casiraghi, fils de la princesse Caroline de Monaco.
Le jardin est du XVIIIe siècle.